# Tennistoernooi van Memphis 2004
|                                          |  |                                          |
| Vera Zvonarjova, winnares bij de vrouwen |  | Joachim Johansson, winnaar bij de mannen |

Het tennistoernooi van Memphis in 2004 werd van 15 tot en met 22 februari 2004 op de hardcourt-binnenbanen van de Racquet Club of Memphis in de Amerikaanse stad Memphis (Tennessee) gespeeld. De officiële naam van het toernooi was Kroger St. Jude International and the Cellular South Cup.
Het toernooi bestond uit twee delen:
- WTA-toernooi van Memphis 2004, het toernooi voor de vrouwen (15–21 februari)
- ATP-toernooi van Memphis 2004, het toernooi voor de mannen (16–22 februari)

ATP-toernooi van Memphis – WTA-toernooi van Memphis

2002 · 2003 · 2004 · 2005 · 2006 · 2007 · 2008 · 2009 · 2010 · 2011 · 2012 · 2013